# Ronin (film)
Ronin – sensacyjny film dreszczowy z 1998 roku w reżyserii Johna Frankenheimera.

## Opis fabuły
Kilku najemników z całego świata zostało zebranych w jednym miejscu, by przygotować się do skoku, którego cel jest do ostatniej chwili nieznany. Łącznikiem z tajemniczym zleceniodawcą jest piękna Deirdre. Akcja (porwanie tajemniczej walizki) nie kończy się jednak sukcesem.

## Obsada
- Robert De Niro – Sam
- Jean Reno – Vincent
- Natascha McElhone – Deirdre
- Stellan Skarsgård – Gregor
- Sean Bean – Spence
- Skipp Sudduth – Larry
- Michael Lonsdale – Jean-Pierre
- Jan Tříska – Dapper Gent
- Jonathan Pryce – Seamus
- Katarina Witt – Natasza Kiryłowa